# Szthénisz
Szthénisz (Kr. e. 4. század) görög szobrász
Olünthoszban élt és alkotott, ércszobrokat készített. Pauszaniasz Periégétész említést tesz két híres, olimpiai győzteseket ábrázoló bronzszobráról. Híres alkotása volt még Autolükosznak (feltehetőleg Leokharésszel közösen készített) szobra, amelyet Lucullus római hadvezér Szinópéből vitt el Rómába.